# محمد بن جعفر بن الزبير
محمد بن جعفر بن الزبير بن العوام بن خويلد بن أسد بن عبد العزى بن قصي بن كلاب القرشي المدني الأسدي كَانَ عَالِمًا وَلَهُ أَحَادِيثُ وهو ثقة، وقد أخرج له الجماعة، وهو معدود في الفقهاء، توفي شابًا، مات سنة بضع عشر مائة.

## روايته للحديث النبوي
- روى عَنْ: عروة بن الزبير فِي الصَّلَاة وَالصَّوْم وعباد بن عبد الله بن الزبير فِي الصَّوْم.
- وَعَنْهُ: عبيد الله بن أبي جعفر، وابن جريج، والوليد بن كثير، وابن إسحاق، وغيرهم.[2]

## أقوال العلماء فيه
أقوال وآراء العلماء فيه:
- ذكره أبو حاتم بن حبان البستي في الثقات.
- قال أبو زرعة الرازي: «صدوق».
- قال أحمد بن شعيب النسائي: «ثقة».
- قال ابن حجر العسقلاني: «ثقة».
- قال الدارقطني: «ثقة».
- قال محمد بن سعد كاتب الواقدي: «عالم وله أحاديث».